# Lasioptera viburni
Lasioptera viburni är en tvåvingeart som beskrevs av Ephraim Porter Felt 1907. Lasioptera viburni ingår i släktet Lasioptera och familjen gallmyggor.
Artens utbredningsområde är New York. Inga underarter finns listade i Catalogue of Life.